# Sinum javanicum
Sinum javanicum is een slakkensoort uit de familie van de Naticidae. De wetenschappelijke naam van de soort is voor het eerst geldig gepubliceerd in 1834 door Gray.